# ОШ „Хајдук Вељко” Зајечар
ОШ „Хајдук Вељко” у Зајечару је једна од установа основног образовања на територији града Зајечара. Почела је са радом 1984. године када је понела име Добривоја Радосављевића Бобиа, народног хероја и друштвено-политичког радника.
Почетком 21. века, тачније 2004. године, школа мења име у „Хајдук Вељко”, у част великог српског и крајинског јунака из Првог српског устанка.
Данас она поседује два информатички потпуно опремљена кабинета (кабинет информатике и техничког образовања), док су остале учионице опремљене рачунарима, пројекторима и осталим специјализованим наставним средствима. Поред стандардних наставних предмета, у овој школи ученици похађају и наставу енглеског, француског и шпанског језика, грађанско васпитање и веронауку, чуваре природе и упознају се народном традицијом.